# Veronica Magnusson
Elna Veronica Linnea Magnusson, ursprungligen Karlsson, född 26 maj 1981 i Valdemarsvik, är en svensk fackföreningsledare. Hon är sedan 2014 ordförande i fackförbundet Vision.

## Biografi
Veronica Magnusson har en magisterexamen i samhälls- och kulturanalys från Linköpings universitet. Yrkesmässigt har hon arbetat  med flyktingmottagande som socialsekreterare i Norrköpings kommun och varit borgarrådssekreterare i Stockholms stadshus i Miljöpartiets kansli.
Veronica Magnussons, då med efternamnet Karlsson, fackliga engagemang startade i Visions Norrköpingsavdelning. År 2008 valdes hon in som ledamot i Visions förbundsstyrelse och 2011 blev hon andre vice ordförande. Hon var drivande i att utveckla Vision till en Fair Union.
Efter att den tidigare ordföranden Annika Strandhäll blivit statsråd valdes Magnusson i november 2014 till ny förbundsordförande i Vision. Hon är sedan 2015 dessutom vice ordförande i en av världens största fackliga organisationer, Public Services International (PSI).
År 2016 utsågs Veronica Magnusson av TCO som en av framtidens 99 mäktigaste personer. 2017 utsågs hon av Ledarna till en av "Framtidens kvinnliga ledare 2017".
Magnusson deltar i debatten inom en rad frågor, bland annat nutidens och framtidens arbetsliv, chef- och ledarskapsfrågor och hållbarhetsfrågor.
2018 utsågs hon av regeringen till ledamot i Agenda 2030-delegationen.